# 欧州カップ戦におけるラ・リーガのクラブ
欧州カップ戦におけるリーガ・エスパニョーラのクラブの成績について記述する。リーガ・エスパニョーラは欧州カップ戦でもっとも好成績を収めているリーグのひとつであり、UEFAチャンピオンズリーグ、UEFAカンファレンスリーグ、UEFAヨーロッパリーグ、UEFAヨーロッパカンファレンスリーグ、UEFAスーパーカップ、インターシティーズ・フェアーズカップ（いずれも前身大会を含む）で計62個のタイトルを獲得している。

## 2000年代の躍進
1999-2000シーズンのUEFAチャンピオンズリーグでは、レアル・マドリード、バレンシアCF、バルセロナが準決勝に勝ち残り、ベスト4のうち3クラブをスペイン勢が占めた。決勝はレアル・マドリードとバレンシアの同国対決となり、レアル・マドリードが優勝した。2000-01シーズンの同大会でも、レアル・マドリードとバレンシアが準決勝に残った。バレンシアは2シーズン連続で決勝に進出したが、バイエルン（ドイツ）に敗れた。同シーズンのUEFAカップでもベスト4にデポルティーボ・アラベスとバルセロナが残ったが、アラベスは決勝でリヴァプールFC（イングランド）に敗れた。2001-02シーズンのUEFAチャンピオンズリーグでは、準決勝でエル・クラシコが実現し、それに勝利したレアル・マドリードは決勝でバイヤー・レバークーゼンを破って優勝した。2002-03シーズンの同大会でもレアル・マドリードは準決勝に勝ち残ったが、ユヴェントスFC（イタリア）に敗れた。2003-04シーズンの同大会では、デポルティーボ・ラ・コルーニャが準決勝に進出したが、優勝するFCポルト（ポルトガル）に敗れた。同シーズンのUEFAカップでは、準決勝でバレンシアとビジャレアルが対戦し、バレンシアは決勝でオリンピック・マルセイユ（フランス）を破って優勝した。2005-06シーズンのUEFAチャンピオンズリーグではバルセロナとビジャレアルが準決勝に進出し、決勝でアーセナルFC（イングランド）を2-1で下したバルセロナが優勝した。同シーズンのUEFAカップではセビージャが決勝に進出し、ミドルズブラFC（イングランド）に4-0で快勝して優勝した。2006-07シーズンのUEFAカップでは、ベスト4にスペインからセビージャ、エスパニョール、CAオサスナの3クラブが残った。決勝はセビージャとエスパニョールの同国対決となり、PK戦の末に勝利したセビージャが2連覇を達成した。2006年のUEFAスーパーカップではセビージャがバルセロナを3-0で下したが、2007年の同大会ではACミラン（イタリア）に1-3で敗れた。2008-09シーズンのUEFAチャンピオンズリーグでは、バルセロナがマンチェスター・ユナイテッドFC（イングランド）を2-0で下して3回目の優勝を飾った。2010-11シーズンの決勝も同じ対戦カードとなり、今度は3-1で下して4回目の優勝を飾った。2009-10シーズンのUEFAヨーロッパリーグ第1回大会では、フラムFC（イングランド）を延長の末に下したアトレティコが初代王者となり、欧州カップ戦で48年ぶりのタイトルを獲得した。

## クラブ/大会別タイトル数
| クラブ別タイトル数       | クラブ別タイトル数 | クラブ別タイトル数 | クラブ別タイトル数 | クラブ別タイトル数 | クラブ別タイトル数 | クラブ別タイトル数 | クラブ別タイトル数 |
| クラブ                   | タイトル数         | UCL                | CWC                | EL                 | UECL               | USC                | FC                 |
| ------------------------ | ------------------ | ------------------ | ------------------ | ------------------ | ------------------ | ------------------ | ------------------ |
| レアル・マドリード       | 21                 | 14                 |                    | 2                  |                    | 5                  |                    |
| FCバルセロナ             | 17                 | 5                  | 4                  |                    |                    | 5                  | 3                  |
| セビージャFC             | 8                  |                    |                    | 7                  |                    | 1                  |                    |
| アトレティコ・マドリード | 7                  |                    | 1                  | 3                  |                    | 3                  |                    |
| バレンシアCF             | 6                  |                    | 1                  | 1                  |                    | 2                  | 2                  |
| レアル・サラゴサ         | 2                  |                    | 1                  |                    |                    |                    | 1                  |
| ビジャレアル             | 1                  |                    | 1                  |                    |                    |                    |                    |

2022-23シーズン終了時
| 大会別タイトル数 | 大会別タイトル数                                      | 大会別タイトル数                                                                                      |
| タイトル数       | 大会                                                  | クラブ                                                                                                |
| ---------------- | ----------------------------------------------------- | --- |
| 19個（国別最多） | UEFAチャンピオンズリーグ （UEFAチャンピオンズカップ） | レアル・マドリード14個, FCバルセロナ5個                                                               |
| 7個（国別2位）   | UEFAカップウィナーズカップ                            | FCバルセロナ4個, アトレティコ・マドリード1個, バレンシアCF1個, レアル・サラゴサ1個                    |
| 13個（国別最多） | UEFAヨーロッパリーグ （UEFAカップ）                   | セビージャFC7個, アトレティコ・マドリード3個, レアル・マドリード2個, バレンシアCF1個                  |
| 16個（国別最多） | UEFAスーパーカップ                                    | FCバルセロナ5個, レアル・マドリード5個, アトレティコ・マドリード3個, バレンシアCF2個, セビージャFC1個 |
| 6個（国別最多）  | インターシティーズ・フェアーズカップ                  | FCバルセロナ3個, バレンシアCF2個, レアル・サラゴサ1個                                                 |

2022-23シーズン終了時

## リーガのクラブが出場した欧州カップ戦決勝

### UEFA チャンピオンズリーグ ／ UEFA チャンピオンズカップ
| 年度                     | 優勝                     | 結果                     | 準優勝                       | 会場                                       |
| UEFAチャンピオンズカップ | UEFAチャンピオンズカップ | UEFAチャンピオンズカップ | UEFAチャンピオンズカップ     | UEFAチャンピオンズカップ                   |
| ------------------------ | ------------------------ | ------------------------ | ---------------------------- | ------------------------------------------ |
| 1955-56                  | レアル・マドリード       | 4 - 3                    | スタッド・ランス             | パルク・デ・プランス（パリ）               |
| 1956-57                  | レアル・マドリード       | 2 - 0                    | フィオレンティーナ           | サンティアゴ・ベルナベウ（マドリード）     |
| 1957-58                  | レアル・マドリード       | 3 - 2 aet                | ミラン                       | ヘイゼル（ブリュッセル）                   |
| 1958-59                  | レアル・マドリード       | 2 - 0                    | スタッド・ランス             | ネッカー（シュトゥットガルト）             |
| 1959-60                  | レアル・マドリード       | 7 - 3                    | フランクフルト               | ハムデン・パーク（グラスゴー）             |
| 1960-61                  | ベンフィカ               | 3 - 2                    | バルセロナ                   | バンクドルフ（ベルン）                     |
| 1961-62                  | ベンフィカ               | 5 - 3                    | レアル・マドリード           | オリンピスフ（アムステルダム）             |
| 1963-64                  | インテル                 | 3 - 1                    | レアル・マドリード           | プラーター（ウィーン）                     |
| 1965-66                  | レアル・マドリード       | 2 - 1                    | パルティザン                 | ヘイゼル（ブリュッセル）                   |
| 1973-74                  | バイエルン・ミュンヘン   | 1 - 1 aet 4 - 0 R        | アトレティコ・マドリード     | ヘイゼル（ブリュッセル）                   |
| 1980-81                  | リヴァプール             | 1 - 0                    | レアル・マドリード           | パルク・デ・プランス（パリ）               |
| 1985-86                  | ステアウア・ブカレスト   | 0 - 0 aet (PK 2 - 0)     | バルセロナ                   | ラモン・サンチェス・ピスフアン（セビリア） |
| 1991-92                  | バルセロナ               | 1 - 0 aet                | サンプドリア                 | ウェンブリー（ロンドン）                   |
| UEFAチャンピオンズリーグ |                          |                          |                              |                                            |
| 1993-94                  | ミラン                   | 4 - 0                    | バルセロナ                   | アテネ・オリンピック（アテネ）             |
| 1997-98                  | レアル・マドリード       | 1 - 0                    | ユヴェントス                 | アムステルダム・アレナ（アムステルダム）   |
| 1999-00                  | レアル・マドリード       | 3 - 0                    | バレンシア                   | スタッド・ド・フランス（サン＝ドニ）       |
| 2000-01                  | バイエルン・ミュンヘン   | 1 - 1 aet (PK 5 - 4)     | バレンシア                   | サン・シーロ（ミラノ）                     |
| 2001-02                  | レアル・マドリード       | 2 - 1                    | バイエル・レバークーゼン     | ハムデン・パーク（グラスゴー）             |
| 2005-06                  | バルセロナ               | 2 - 1                    | アーセナル                   | スタッド・ド・フランス（サン＝ドニ）       |
| 2008-09                  | バルセロナ               | 2 - 0                    | マンチェスター・ユナイテッド | オリンピコ（ローマ）                       |
| 2010-11                  | バルセロナ               | 3 - 1                    | マンチェスター・ユナイテッド | ウェンブリー（ロンドン）                   |
| 2013-14                  | レアル・マドリード       | 4 - 1 aet                | アトレティコ・マドリード     | ダ・ルス（リスボン）                       |
| 2014-15                  | バルセロナ               | 3 - 1                    | ユヴェントス                 | ベルリン・オリンピア（ベルリン）           |
| 2015-16                  | レアル・マドリード       | 1 - 1 aet (PK 5 - 3)     | アトレティコ・マドリード     | サン・シーロ（ミラノ）                     |
| 2016-17                  | レアル・マドリード       | 4 - 1                    | ユヴェントス                 | ミレニアム（カーディフ）                   |
| 2017-18                  | レアル・マドリード       | 3 - 1                    | リヴァプール                 | オリンピスキ（キエフ）                     |
| 2021-22                  | レアル・マドリード       | 1 - 0                    | リヴァプール                 | スタッド・ド・フランス（サン＝ドニ）       |

### UEFA カップウィナーズカップ
| 年度    | 優勝                         | 結果                 | 準優勝                   | 会場                                                                          |
| ------- | ---------------------------- | -------------------- | ------------------------ | ----------------------------------------------------------------------------- |
| 1961-62 | アトレティコ・マドリード     | 1 - 1 aet 3 - 0 R    | フィオレンティーナ       | ハムデン・パーク（グラスゴー） ゴットリーブ・ダイムラー（シュトゥットガルト） |
| 1962-63 | トッテナム・ホットスパー     | 5 - 1                | アトレティコ・マドリード | デ・カイプ（ロッテルダム）                                                    |
| 1968-69 | スロヴァン・ブラチスラヴァ   | 3 - 2                | バルセロナ               | ザンクト・ヤコブ（バーゼル）                                                  |
| 1970-71 | チェルシー                   | 1 - 1 aet 2 - 1 R    | レアル・マドリード       | カライスカキス（ピレウス）                                                    |
| 1978-79 | バルセロナ                   | 4 - 3 aet            | デュッセルドルフ         | ザンクト・ヤコブ（バーゼル）                                                  |
| 1979-80 | バレンシア                   | 0 - 0 aet (PK 5 - 4) | アーセナル               | ヘイゼル（ブリュッセル）                                                      |
| 1981-82 | バルセロナ                   | 2 - 1                | スタンダール・リエージュ | カンプ・ノウ（バルセロナ）                                                    |
| 1982-83 | アバディーン                 | 2 - 1 aet            | レアル・マドリード       | ウッレヴィ（ヨーテボリ）                                                      |
| 1985-86 | ディナモ・キーウ             | 3 - 0                | アトレティコ・マドリード | スタッド・ジェルラン（リヨン）                                                |
| 1988-89 | バルセロナ                   | 2 - 0                | サンプドリア             | ヴァンクドルフ（ベルン）                                                      |
| 1990-91 | マンチェスター・ユナイテッド | 2 - 1                | バルセロナ               | デ・カイプ（ロッテルダム）                                                    |
| 1994-95 | レアル・サラゴサ             | 2 - 1 aet            | アーセナル               | パルク・デ・プランス（パリ）                                                  |
| 1996-97 | バルセロナ                   | 1 - 0                | パリ・サンジェルマン     | デ・カイプ（ロッテルダム）                                                    |
| 1998-99 | ラツィオ                     | 2 - 1                | マヨルカ                 | ヴィラ・パーク（バーミンガム）                                                |

### UEFA ヨーロッパリーグ ／ UEFA カップ
| 年度                 | 優勝                     | 結果                       | 準優勝                       | 会場                                                                                    |
| UEFAカップ           | UEFAカップ               | UEFAカップ                 | UEFAカップ                   | UEFAカップ                                                                              |
| -------------------- | ------------------------ | -------------------------- | ---------------------------- | --------------------------------------------------------------------------------------- |
| 1976-77              | ユヴェントス             | 1 - 0 AG 1 - 2 AG          | アスレティック・ビルバオ     | スタディオ・コムナーレ（トリノ） サン・マメス（ビルバオ）                               |
| 1984-85              | レアル・マドリード       | 3 - 0 0 - 1                | ヴィデオトン                 | ショーシュトーイ（セーケシュフェヘールヴァール） サンティアゴ・ベルナベウ（マドリード） |
| 1985-86              | レアル・マドリード       | 5 - 1 0 - 2                | ケルン                       | サンティアゴ・ベルナベウ（マドリード） ベルリン・オリンピア（ベルリン）                 |
| 1987-88              | バイエル・レバークーゼン | 0 - 3 3 - 0 aet (PK 3 - 2) | エスパニョール               | ウルリッヒ＝ハーバーラント（レバークーゼン） エスタディ・デ・サリア（バルセロナ）       |
| 2000-01              | リヴァプール             | 5 - 4 GG                   | デポルティーボ・アラベス     | ヴェストファーレン（ドルトムント）                                                      |
| 2003-04              | バレンシア               | 2 - 0                      | マルセイユ                   | ウッレヴィ（ヨーテボリ）                                                                |
| 2005-06              | セビージャ               | 4 - 0                      | ミドルズブラ                 | フィリップス（アイントホーフェン）                                                      |
| 2006-07              | セビージャ               | 2 - 2 aet (PK 3 - 1)       | エスパニョール               | ハムデン・パーク（グラスゴー）                                                          |
| UEFAヨーロッパリーグ |                          |                            |                              |                                                                                         |
| 2009-10              | アトレティコ・マドリード | 2 - 1 aet                  | フラム                       | ハンブルク・アレーナ（ハンブルク）                                                      |
| 2011-12              | アトレティコ・マドリード | 3 - 0                      | アスレティック・ビルバオ     | ナツィオナル（ブカレスト）                                                              |
| 2013-14              | セビージャ               | 0 - 0 aet (PK 4 - 2)       | ベンフィカ                   | ユヴェントス・スタジアム（トリノ）                                                      |
| 2014-15              | セビージャ               | 3 - 2                      | ドニプロ                     | ワルシャワ国立競技場（ワルシャワ）                                                      |
| 2015-16              | セビージャ               | 3 - 1                      | リヴァプール                 | ザンクト・ヤコブ・パルク（バーゼル）                                                    |
| 2017-18              | アトレティコ・マドリード | 3 - 0                      | マルセイユ                   | パルク・オリンピック・リヨン（リヨン）                                                  |
| 2019-20              | セビージャ               | 3 - 2                      | インテル                     | ミュンゲルスドルファー（ケルン）                                                        |
| 2020-21              | ビジャレアル             | 1 - 1 aet (PK 11 - 10)     | マンチェスター・ユナイテッド | アリーナ・グダニスク（グダニスク）                                                      |
| 2022-23              | セビージャ               | 1 - 1 aet (PK 4 - 1)       | ローマ                       | プシュカーシュ・アレーナ（ブダペスト）                                                  |

### UEFA スーパーカップ
| 年度 | 優勝                           | 結果                 | 準優勝                           | 会場                                                                |
| ---- | ------------------------------ | -------------------- | -------------------------------- | ------------------------------------------------------------------- |
| 1979 | ノッティンガム・フォレスト(CC) | 1 - 0 1 - 1          | バルセロナ(CW)                   | シティ・グラウンド（ノッティンガム） カンプ・ノウ（バルセロナ）     |
| 1980 | バレンシア(CW)                 | 1 - 2 AG 1 - 0 AG    | ノッティンガム・フォレスト(CC)   | シティ・グラウンド（ノッティンガム） ルイス・カサノバ（バレンシア） |
| 1982 | アストン・ヴィラ(CC)           | 0 - 1 3 - 0 aet      | バルセロナ(CW)                   | カンプ・ノウ（バルセロナ） ヴィラ・パーク（バーミンガム）           |
| 1989 | ミラン(CC)                     | 1 - 1 1 - 0          | バルセロナ(CW)                   | カンプ・ノウ（バルセロナ） サン・シーロ（ミラノ）                   |
| 1992 | バルセロナ(CC)                 | 1 - 1 2 - 1          | ヴェルダー・ブレーメン(CW)       | ヴェーザー（ブレーメン） カンプ・ノウ（バルセロナ）                 |
| 1995 | アヤックス(CL)                 | 1 - 1 4 - 0          | レアル・サラゴサ(CW)             | ラ・ロマレーダ（サラゴサ） オリンピスフ（アムステルダム）           |
| 1997 | バルセロナ(CW)                 | 2 - 0 1 - 1          | ボルシア・ドルトムント(CL)       | カンプ・ノウ（バルセロナ） ヴェストファーレン（ドルトムント）       |
| 1998 | チェルシー(CW)                 | 1 - 0                | レアル・マドリード(CL)           | スタッド・ルイ・ドゥ（モナコ）                                      |
| 2000 | ガラタサライ(UC)               | 2 - 1 GG             | レアル・マドリード(CL)           | スタッド・ルイ・ドゥ（モナコ）                                      |
| 2002 | レアル・マドリード(CL)         | 3 - 1                | フェイエノールト(UC)             | スタッド・ルイ・ドゥ（モナコ）                                      |
| 2004 | バレンシア(UC)                 | 2 - 1                | ポルト(CL)                       | スタッド・ルイ・ドゥ（モナコ）                                      |
| 2006 | セビージャ(UC)                 | 3 - 0                | バルセロナ(CL)                   | スタッド・ルイ・ドゥ（モナコ）                                      |
| 2007 | ミラン(CL)                     | 3 - 1                | セビージャ(UC)                   | スタッド・ルイ・ドゥ（モナコ）                                      |
| 2009 | バルセロナ(CL)                 | 1 - 0 aet            | シャフタール・ドネツク(UC)       | スタッド・ルイ・ドゥ（モナコ）                                      |
| 2010 | アトレティコ・マドリード(EL)   | 2 - 0                | インテル(CL)                     | スタッド・ルイ・ドゥ（モナコ）                                      |
| 2011 | バルセロナ(CL)                 | 2 - 0                | ポルト(EL)                       | スタッド・ルイ・ドゥ（モナコ）                                      |
| 2012 | アトレティコ・マドリード(EL)   | 4 - 1                | チェルシー(CL)                   | スタッド・ルイ・ドゥ（モナコ）                                      |
| 2014 | レアル・マドリード(CL)         | 2 - 0                | セビージャ(EL)                   | カーディフ・シティ（カーディフ）                                    |
| 2015 | バルセロナ(CL)                 | 5 - 4 aet            | セビージャ(EL)                   | ボリス・パイチャーゼ（トビリシ）                                    |
| 2016 | レアル・マドリード(CL)         | 3 - 2 aet            | セビージャ(EL)                   | レルケンダール（トロンハイム）                                      |
| 2017 | レアル・マドリード(CL)         | 2 - 1                | マンチェスター・ユナイテッド(EL) | ピリッポス2世（スコピエ）                                           |
| 2018 | アトレティコ・マドリード(EL)   | 4 - 2 aet            | レアル・マドリード(CL)           | リレクラ・スタジアム（タリン）                                      |
| 2020 | バイエルン・ミュンヘン(CL)     | 2 - 1 aet            | セビージャ(EL)                   | プスカシュ・アレーナ（ブダペスト）                                  |
| 2021 | チェルシー(CL)                 | 1 - 1 aet (PK 6 - 5) | ビジャレアル(EL)                 | ウィンザー・パーク（ベルファスト）                                  |
| 2022 | レアル・マドリード(CL)         | 2 - 0                | フランクフルト(EL)               | オリンピックスタジアム（ヘルシンキ）                                |
| 2023 | マンチェスター・シティ(CL)     | 1 - 1 (PK 5 - 4)     | セビージャ(EL)                   | ヨルギオス・カライスカキス（アテネ）                                |

### インターシティーズ・フェアーズカップ
| 年度    | 優勝             | 結果            | 準優勝               | 会場                                                            |
| ------- | ---------------- | --------------- | -------------------- | --------------------------------------------------------------- |
| 1955-58 | バルセロナ選抜   | 2 - 2 6 - 0     | ロンドン選抜         | スタンフォード・ブリッジ（ロンドン） カンプ・ノウ（バルセロナ） |
| 1958-60 | バルセロナ       | 0 - 0 4 - 1     | バーミンガム・シティ | セント・アンドルーズ（バーミンガム） カンプ・ノウ（バルセロナ） |
| 1961-62 | バレンシア       | 6 - 2 1 - 1     | バルセロナ           | メスタージャ（バレンシア） カンプ・ノウ（バルセロナ）           |
| 1962-63 | バレンシア       | 2 - 1 2 - 0     | ディナモ・ザグレブ   | マクシミール（ザグレブ） メスタージャ（バレンシア）             |
| 1963-64 | レアル・サラゴサ | 2 - 1           | バレンシア           | カンプ・ノウ（バルセロナ）                                      |
| 1965-66 | バルセロナ       | 0 - 1 4 - 2 aet | レアル・サラゴサ     | カンプ・ノウ（バルセロナ） ラ・ロマレーダ（サラゴサ）           |